# Accidental Love
Accidental Love è un film del 2015 diretto da David O. Russell, accreditato come Stephen Greene.
Il soggetto del film si basa sul romanzo Sammy's Hill scritto da Kristin Gore (figlia di Al Gore). Gli interpreti principali del film sono Jessica Biel, Jake Gyllenhaal, Catherine Keener, James Marsden, Tracy Morgan e James Brolin.

## Trama
In this politically charged romantic comedy, Jessica Biel stars as Alice Eckle, a small-town waitress in Indiana who suffers a freak accident when a nail gun mishap embeds a nail in her head. Due to her lack of health insurance, she cannot afford the $150,000 surgery required to remove it. The nail causes her to exhibit erratic behavior, including mood swings and impulsive actions.
Determined to find a solution, Alice travels to Washington, D.C., to seek help from Congressman Howard Birdwell (Jake Gyllenhaal). As they work together to address healthcare reform, Alice becomes romantically involved with Birdwell. The film satirizes political processes and the healthcare system, featuring a cast of eccentric characters, including a congresswoman (Catherine Keener) more interested in building a lunar military base than addressing medical issues.

## Produzione
Il film ha avuto una lavorazione travagliata. Le riprese del film sono iniziate nell'aprile 2008 con il titolo Nailed. Nello stesso mese l'attore James Caan, che era stato ingaggiato per interpretare il ruolo di un uomo politico, ha abbandonato il progetto per "divergenze creative". La produzione è stata ritardata e chiusa quattro volte nel corso del 2008, con il coinvolgimento del sindacato International Alliance of Theatrical Stage Employees per il mancato pagamento di cast e troupe.
Nel luglio 2010, quando il montaggio del film non era ancora ultimato, David O. Russell ha abbandonato definitivamente il film. Le scene mancanti sono state girate senza il coinvolgimento di Russell.

## Distribuzione
Il film è stato distribuito negli Stati Uniti in video on demand il 10 febbraio 2015 e nelle sale cinematografiche il 20 marzo 2015, a sette anni di distanza dall'inizio delle riprese. In Italia è stato distribuito il 4 giugno 2015.